# La Seca
La Seca é um município da Espanha na província de Valladolid, comunidade autónoma de Castela e Leão, de área 65,9 km² com população de 1078 habitantes (2007) e densidade populacional de 16,05 hab/km².

## Demografia
| Variação demográfica do município entre 1991 e 2004 | Variação demográfica do município entre 1991 e 2004 | Variação demográfica do município entre 1991 e 2004 | Variação demográfica do município entre 1991 e 2004 |
| --------------------------------------------------- | --------------------------------------------------- | --------------------------------------------------- | --------------------------------------------------- |
| 1991                                                | 1996                                                | 2001                                                | 2004                                                |
| 1067                                                | 1066                                                | 1051                                                | 1058                                                |